# ۴داس
4DOS یک مفسر خط فرمان که توسط شرکت JP Software طراحی شده و به‌منظور جایگزینی با مفسر پیش‌فرض فرمان یعنی COMMAND. COM در MS-DOS و ویندوز توسعه یافته است. این برنامه توسط رکس سی. کان و تام راوسون نوشته شده و نخستین بار در سال ۱۹۸۹ منتشر شد. در مقایسه با مفسر پیش‌فرض، این برنامه دارای تعداد زیادی قابلیت و بهبود اضافی است.
4OS2 و 4NT محصول مشابهی هستند که به ترتیب جایگزین cmd.exe در سیستم عامل‌های OS/2 و Windows NT می‌شوند.

## نمای کلی
4DOS اغلب به عنوان جایگزینی برای خط فرمان در سیستم عامل های زیر استفاده می شود:
- خط فرمان: MS-DOS ، IBM PC DOS ، DR-DOS .
- گرافیکی: ویندوز ۹۵ تا ویندوز ۹۸ ، ویندوز ۹۸SE .

از آنجا که ویندوز NT و ویندوز 2000 شامل هر دو فایل COMMAND.COM و cmd.exe هستند، می‌توان هر دو برنامه‌ی 4DOS و 4NT ومشابه آن‌ها را نصب کرد. نسخه‌های اولیه 4OS2 قابل اجرا در ویندوز NT هستند و OS/2 می‌تواند هر دو پوسته DOS و Windows NT را اجرا کند.در نتیجه، هر سه می‌توانند وی سیستم‌های Windows NT و ماشین‌های چند بوت OS/2 مورد استفاده قرار گیرند.
در میان بسیاری از دستورها، عبارت‌ها و تابع‌ها موجود در ۴DOS که در COMMAND.COM سیستم‌های DOS/ویندوز ۹۵–۹۸ وجود ندارند، می‌توان به قابلیت خواندن ورودی از صفحه‌کلید و روش ساده‌تر برای کار با رنگ‌های متن و صفحه‌نمایش اشاره کرد.
پسوند پیش‌فرض فایل‌های اسکریپت ۴DOS، پسوند .btm است.
یک نسخه گرافیکی از 4DOS، 4OS2 و 4NT با عنوان Take Command منتشر شد که مجموعه ویژگی‌های آن مطابق با نسخه‌ی ۴DOS 5.5، ۴OS2، و ۴NT 2.5 بود و بعد از آن نیز به‌روزرسانی‌هایی دریافت کرد. توسعه در این شاخه همزمان با نسخه‌های حالت متنی مربوطه متوقف شد. یک برنامه گرافیکی به نام Take Command/16 برای ویندوز ۳.۱ وجود داشت.
4OS2 جایگزین مشابه برای مفسر فرمان OS/2 شرکت IBM است. این برنامه برای نخستین‌بار همزمان با نسخه‌ی ۴ از ۴DOS منتشر شد و مجموعه ویژگی‌های مشابهی دارد. مانند 4DOS، این سیستم عامل نیز به صورت متن باز منتشر شده است. این نرم‌افزار در نسخه‌ی 2.10 سیستم‌عامل eComStation در سال ۲۰۱۱، دپروژه‌ی رایگان os2free، و سیستم‌عامل ArcaOS وجود دارد.
4NT در ابتدا به عنوان نسخه‌ای از 4DOS برای ویندوز NT (نسخه‌های 1.x، 2.x) منتشر شد، اما پس از آن با نام 4NT شناخته شد تا زمانی که پس از نسخه‌ی ۸ ساختار آن تغییر کرد. این برنامه بازترکیبی از 4OS2 بود و همچنان ویژگی‌های مربوط به مفسر فرمان OS/2 ( cmd.exe ) را داراست؛ از جمله پشتیبانی از اسکریپت‌های REXX و دستور EXTPROC. نسخه‌ی گرافیکی متناظر با آن یعنی Take Command/32 نیز وجود دارد، که نسخه ۱ آن  با ۴NT 2.5 مطابقت دارد. 4NT و Take Command/32 هم در دو نسخه‌ی ANSI (برای ویندوز 9x) و Unicode (برای ویندوز NT) منتشر شدند، اما نسخه‌ی ANSI در نسخه‌ی ۵ کنار گذاشته شد.
یک برنامه Win32 جدید با عنوان Tabbed Command Interface (TCI) همزمان با نسخه 7 سیستم عامل 4NT منتشر شد. این برنامه امکان افزودن یا جدا کردن تب‌های کنسول به/از یک پنجره‌ی واحد را فراهم می‌کرد (برای کاهش به‌هم‌ریختگی صفحه). این برنامه به ویندوز XP یا نسخه‌های جدیدتر نیاز دارد.
نسخه جدیدتری از Take Command منتشر شد که رابط TCI اولیه را گسترش داده و  مانند نوشتن ورودی در پنجره‌های جداگانه، مرور گرافیکی دایرکتوری‌ها و فایل‌ها، و قابلیت‌های بیشتر را اضافه کرده است. 4NT به‌عنوان بخشی از Take Command Console ارائه می‌شود. یک نسخه ساده‌تر و سبک‌تر از TCC نیز به صورت دانلود رایگان در دسترس است.
شرکت JP Software سپس بسته‌های زیر را منتشر کرد:
- TC (شامل TCI + TCC)
- TCLE (شامل TCI + TCC/LE)
- TCC (تنها ابزار خط فرمان)
- TCC/LE

این بسته‌ها در نسخه‌های ۹ تا ۱۲.۱ عرضه شدند که با نسخه‌ی پایه‌ای ۴NT/TCC مطابقت دارند.

## ویژگی‌ها
4DOS  نسبت به  COMMAND. COM دارای مجموعه‌ای از بهبودها و امکانات اضافی است:
- دستورات اضافی
- گسترش عملکرد دستورات موجود
- امکانات پیشرفته برای پردازش فایل‌های بچ
- ویرایش بهبودیافته‌ی خط فرمان، شامل تکمیل خودکار نام فایل‌ها و تاریخچه دستورات
- پشتیبانی از نام‌های مستعار (Alias) برای دستورات، حتی در اسکریپت‌ها
- بهبود کاراکترهای جایگزین (wildcards) و امکان فیلتر کردن بر اساس اندازه فایل، تاریخ و زمان و سایر ویژگی‌های فایل
- سینتکس توسعه‌یافته برای تغییر مسیر (Redirection) و لوله‌کشی (Piping)
- کمک‌های متناسب با زمینه
- فهرست‌های رنگی دایرکتوری
- متغیرهای داخلی و تابع ها متغیر
- سازوکاری برای تعویض حافظه که منجر به آزادسازی حافظه متعارف (Conventional Memory) بیشتر می‌شود
- اشکال‌زدای تعاملی برای فایل‌های بچ
- مکانیزمی برای ایجاد، نگهداری و نمایش توضیحات فایل[۲][۳][۴][۵][۶]
- پیکربندی ذخیره شده در یک فایل INI
- پشتیبانی از کلیپ‌بورد ویندوز

## تاریخچه و وضعیت فعلی
4DOS که در ابتدا به صورت نرم‌افزار اشتراکی (shareware) توزیع می‌شد، اما بعداً به عنوان نرم‌افزار رایگان پشتیبانی‌نشده ارائه گردید. در حال حاضر، کد منبع آن تحت مجوز MIT اصلاح‌شده در دسترس است،اما با این شرایط: 
«استفاده از آن در محصولات تجاری بدون اجازه‌ی کتبی از Rex C. Conn ممنوع است» و «کامپایل آن برای سیستم‌عامل‌هایی غیر از FreeDOS مجاز نیستبه همین دلیل، این نرم‌افزار طبق تعریف رسمی ابتکار منبع باز (Open Source Initiative) نرم‌افزار متن‌باز (Open Source) محسوب نمی‌شود.
آخرین به‌روزرسانی رسمی از سوی JP Software نسخه ۷.۵۰.۱۳۰ بود که در آگوست ۲۰۰۴ منتشر شد. در طی ۱۵ سال توسعه، نسخه‌های مختلفی از 4DOS عرضه شدند؛ برخی از مهم‌ترین آن‌ها عبارت‌اند از:
| نسخه   | تاریخ انتشار | ویژگی‌های جدید |
| ------ | ------------ | --- |
| 2.00   | 1989-02-15   | نسخه‌ی اولیه. نسخه‌ی اولیه؛ ویرایش خط فرمان، تکمیل نام فایل، تاریخچه فرمان، نام مستعار، بهبود کاراکترهای عام، راهنمای درون‌برنامه‌ای، متغیرهای داخلی، جابجایی در دیسک یا EMS,توصیف فایل، جداکننده فرمان، انباشته‌کننده کلید. |
| 2.20   | 1989-07-05   | افزونه‌های اجرایی (Executable extensions). |
| 3.00   | 1990-03-07   | فایل‌های بچ با پسوند BTM (بارگذاری در حافظه برای سرعت بیشتر)، جابجایی در حافظه توسعه‌یافته (XMS)، تابع ها متغیر، نگارش متغیر با پرانتز.                                                                                   |
| 4.00   | 1991-11-01   | فهرست‌های رنگی، پیکربندی با فایل4DOS.INI فهرست‌های شامل، گروه‌های فرمان، CDD ضمنی، پشتیبانی از بلوک‌های حافظه‌ی بالای (UMB) DOS 5.                                                                                           |
| 5.00   | 1993-11-23   | فیلتر بر اساس محدوده‌های تاریخ، زمان و اندازه؛ فایل‌های بچ فشرده. |
| 5.51   | 1995-08-22   | پشتیبانی از نام فایل بلند (Long filename)، استفاده از REXX در فایل‌های .BAT (مشابه با PC DOS 7.0). |
| 6.00   | 1997-07-24   | جستجوی پیشرفته در دایرکتوری، پیکربندی تعاملی با فرمان OPTION، محدوده‌های استثنایی، اشکال‌زدای تعاملی فایل‌های بچ. |
| 7.00   | 2001-06-18   | فهرست‌های @file (مشابه DR-DOS). |
| 7.50   | 2003-02-24   | تابع ها تعریف‌شده توسط کاربر. |
| 7.50.1 | 2006-11-13   | نسخه‌ای از ۷.۵۰ با دسترسی به کد منبع؛ توسعه توسط Luchezar Georgiev و Jaelani Utomo ادامه یافت. |
| 8.00   | 2009-02-27   | آخرین نسخه. |

## ان داس (NDOS)
برخی نسخه‌های Norton Utilities برای DOS شامل نسخه‌های اصلاح‌شده‌ای از 4DOS به نام NDOS بودند. آخرین نسخه NDOS به همراه Norton Utilities 8 ارائه شد و با نسخه‌ی 4DOS 4.03 مطابقت داشت.

## همچنین ببینید
- AUTOEXEC.BAT
- مقایسه‌ی پوسته‌های خط فرمان
- DESCRIPT.ION
- ZCPR – جایگزینی برای CCP در سیستم CP/M

## پیوندهای خارجی
- JP Software، خالق 4DOS که دیگر از آن پشتیبانی نمی‌کند.
- وبگاه غیررسمی 4DOS شامل نمونه‌ها، مستندات، و برنامه‌های مرتبط